# The Mystic Swing
The Mystic Swing je americký němý film z roku 1900. Režisérem je Edwin S. Porter (1870–1941). Film trvá zhruba jednu minutu a premiéru měl 21. března 1900.
Porter použil postavu Mefista již ve svém snímku Faust and Marguerite, který vznikl o něco dříve.

## Děj
Profesor ukazuje svoji magickou sílu Mefistovi. Vyčaruje na prázdnou houpačku mladou slečnu, ale Mefisto ji nechá zmizet. Profesor vyčaruje na houpačku další ženu, ale Mefisto ji taktéž nechá zmizet. Profesor proto na ni následně umístí lidskou kostru, kterou Mefisto není schopen svépomocí odstranit z místa, čímž na něj udělá dojem. Na závěr iluzionista vykouzlí zpět obě dámy, všichni čtyři se chytí za ruku a ukloní se.